# José Delgado (periodista)
José Delgado (Manta, Manabí, Ecuador 14 de marzo de 1966) es un periodista ecuatoriano, que laboró en el espacio de Primer Impacto versión Ecuador en Gamavisión, por conducir y producir por más de una década el programa En Carne Propia y recientemente Directo al grano de Canal Uno. y en la actualidad en TC Televisión.

## Biografía

### Vida personal
José Delgado está casado con Patricia García, con quien procreó a su hija Débora Delgado.

### Carrera
En 1990, Delgado inició en el periodismo televisivo como reportero en el canal Teleamazonas.
Luego de seis años, en 1996, pasó a formar parte del programa de noticias Primer Impacto versión Ecuador, en la señal de Gamavisión.
En 1999 tuvo un paso esporádico por Ecuavisa, donde condujo el programa Ciudad desnuda, el cual permaneció pocos meses al aire.

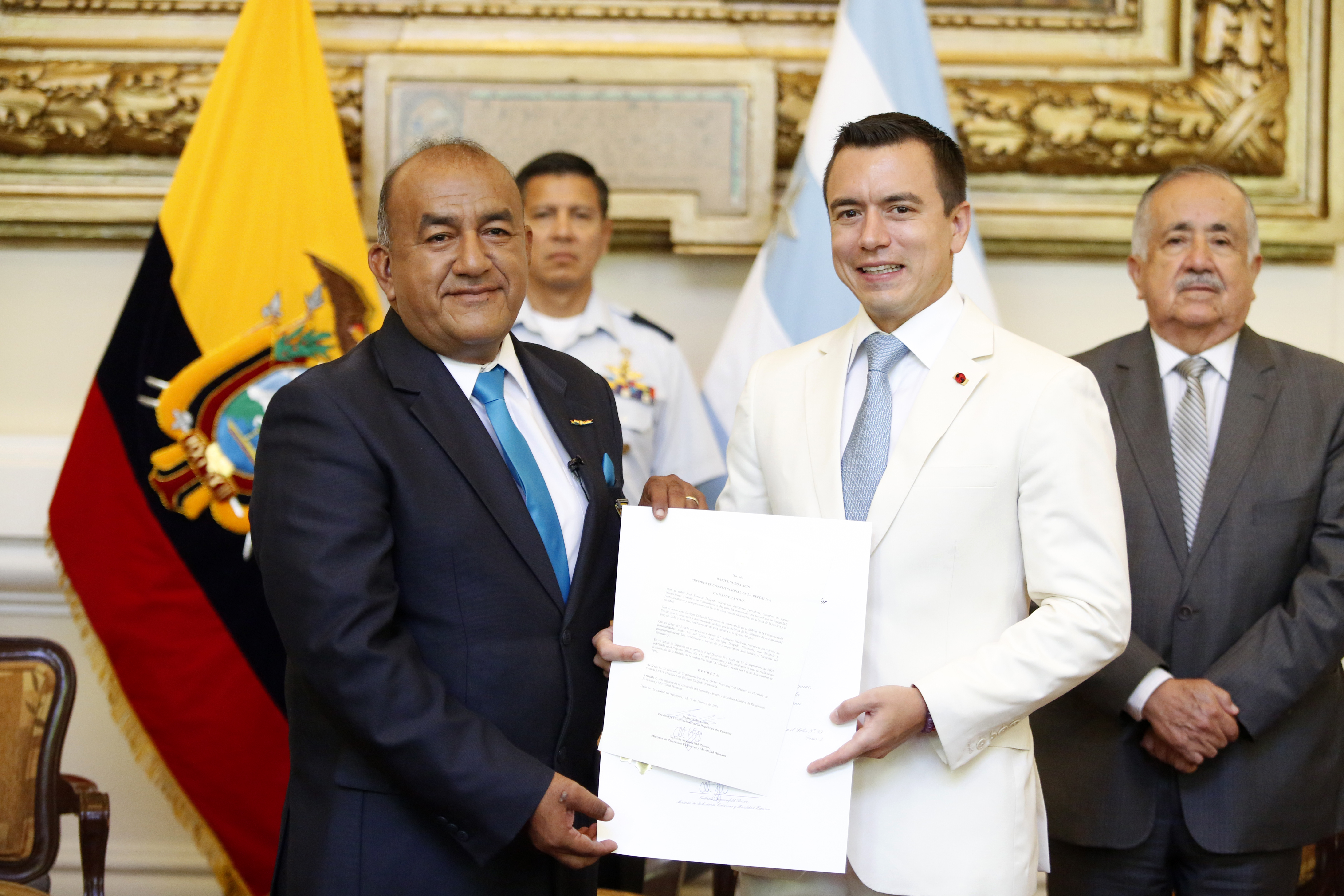
El Presidente Daniel Noboa condecoró al periodista José Delgado por su sobresaliente labor en la Comunicación Social, el 19 de febrero de 2024.

Después de su salida de Ecuavisa, se mantuvo durante cuatro años fuera de la televisión, hasta que el 20 de octubre de 2003 regresó a la televisión, incorporándose nuevamente al espacio de Primer Impacto Ecuador en Gamavisión, conduciendo el segmento Impacto final, en el cual se dedicó a los temas sociales.
El 10 de abril de 2008 se estrenó en Canal Uno como conductor y periodista del programa investigativo En Carne Propia, en el cual muestra los disturbios sociales de la ciudad de Guayaquil a modo de crónica roja, convirtiéndose en el líder del horario nocturno.
En 2013 dirigió el programa El Caza Talentos de Canal Uno, conducido por Eduardo Andrade, en el cual Delgado estuvo en búsqueda de personas comunes que posean algún talento para el canto, la actuación, imitación o algo curioso, en varias ciudades del Ecuador.
En 2014 dirigió el programa infantil Trébol mágico de Canal Uno, con la animación de Patricia "Patty" Merril, Carlos Ernesto "Pipo" Matamoros y Alejandra Ronquillo que da voz al personaje de la perrita Lulú. En ese mismo año anunció el lanzamiento de su canal de YouTube con su nombre, en el cual realiza noticias, reportajes y entretenimiento con segmentos como Cazatalentos conducido por Juan José Jaramillo, Historias Urbanas, Somos Leyenda conducido por Mónica Rojas, Súper Carne y Zona VIP, todo realizado por su productora JD Producciones junto a su esposa Patricia García.

### TC Televisión ( 2021-presente)
Tras su salida de Canal Uno en el mes de junio del 2021, la estación televisiva confirmó su contratación para dirigir el programa de TV, tal como lo tenía en su antiguo lugar de trabajo, por el cual para finales de julio del presente año, debutara en el medio televisivo, junto con Mauricio Ayora "Caterva".

### Cultura popular y repercusión

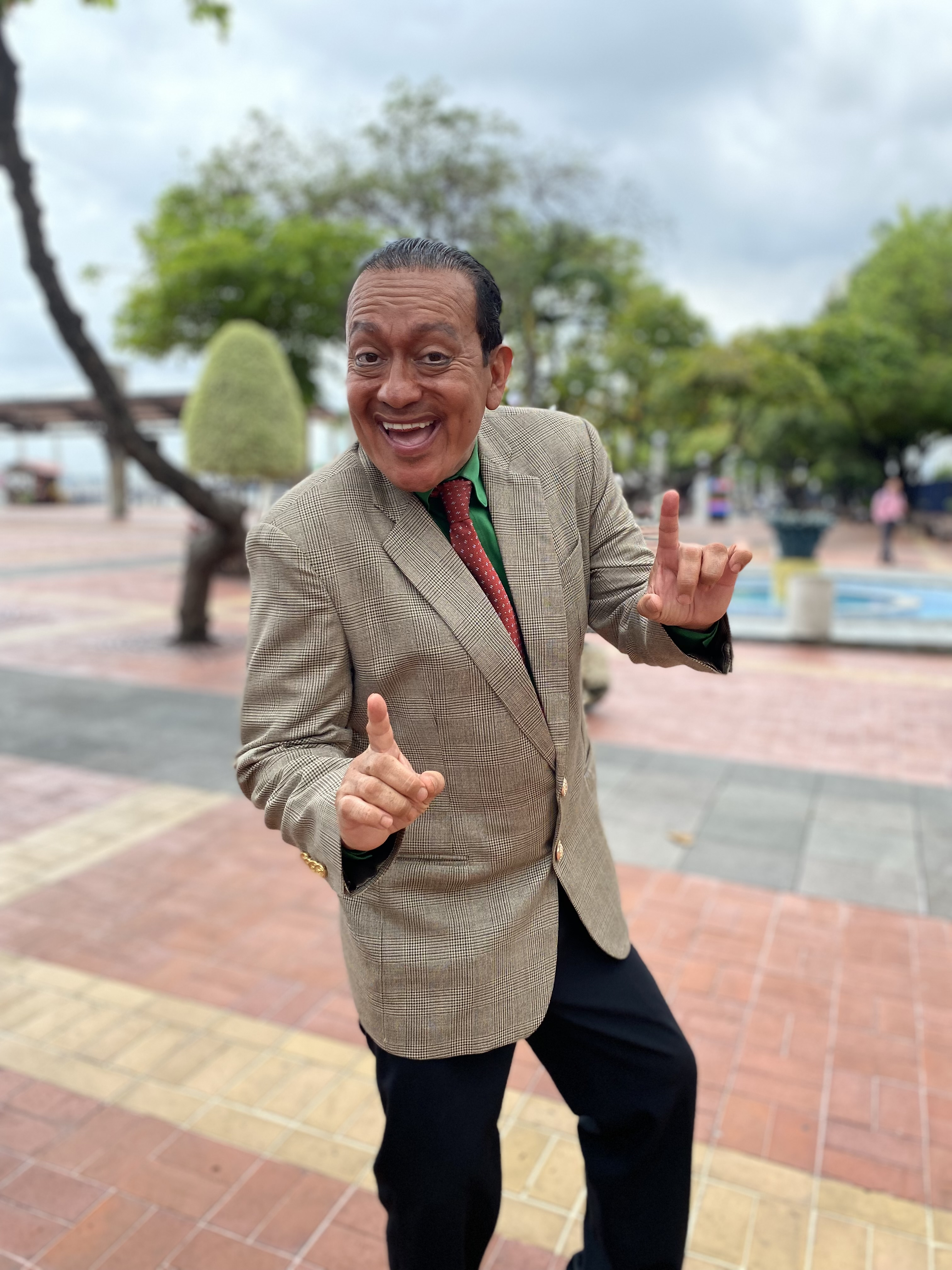
El Cholito, parodia cómica del periodista José Delgado, interpretado por el actor David Reinoso.

El comediante e imitador David Reinoso, ha parodiado a Delgado con el personaje de El Cholito, el cual tuvo su primera aparición en Ni En Vivo Ni En Directo, desde 1997, pasando por Vivos, Vivos pero no revueltos, e incluso el personaje protagonizó dos novelas, la primera con su mismo nombre de El Cholito, y la segunda llamada Mostro de Amor, y actualmente es parte del programa Tan Davicho.
En septiembre de 2011, el alcalde de Manta, Jaime Estrada, planteó una demanda contra el dueño de Canal Uno y el periodista José Delgado, por un reportaje emitido en tres emisiones del programa En Carne Propia donde se catalogaba a Manta como una ciudad peligrosa, llena de sicarios, causando malestar entre la ciudadanía y varias autoridades.
El programa En Carne Propia ha generado mucha atención que inclusive varias personas que han sido entrevistada ha llegado a tener mucha notoriedad en las redes sociales, el caso más conocido fue en 2011 con "Amor, Comprensión y Ternura", donde los hermanos Julio César y John Ayala Orellana son entrevistados junto a su madre Dolores Orellana por su problema con la adicción a las drogas. El programa generó una gran cantidad de rating que se lo reprizó en varias ocasiones, por lo que Julio César Ayala, una vez recuperado de sus adicciones, entabló una demanda contra Delgado por el uso de su frase la cual registró en el IEPI.
En 2012 varios colectivos LGBTI como Asociación Silueta X, Diverso Ecuador, Vihdam,  y el Movimiento Lésbico Mujer & Mujer, la activista Diane Rodríguez y varios activistas independientes que trabajan en el área de los derechos humanos, demandaron a Canal Uno por discriminación, debido a un programa emitido el 26 de enero, donde Delgado entrevistó a varias personas buscando la opinión acerca de la candidatura presidencial del político finlandés, Pekka Haavisto, quien mantiene una relación amorosa con el ecuatoriano Antonio Flores, y que según Diane Rodríguez, el periodista indujo al odio con esta entrevista.

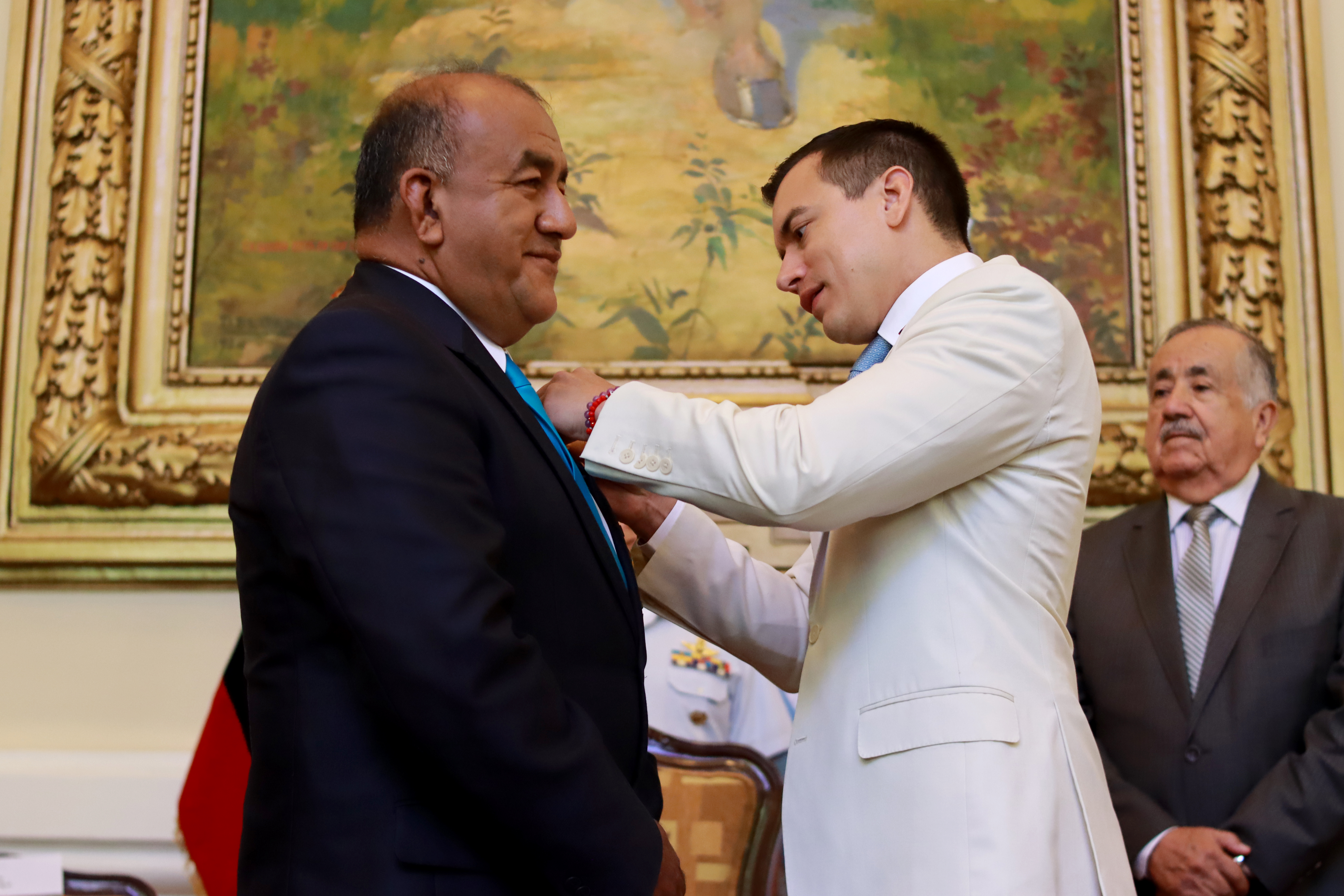
El periodista José Delgado es condecorado con la Orden Nacional “Al Mérito” en el Grado de Caballero, por el presidente Daniel Noboa, el 19 de febrero de 2024.

El 11 de enero de 2016 el Frente de Activistas Sociales y de Derechos Humanos comandado por el activista Francisco Zambrano Campuzano, anunció su respaldo a la postulación presidencial de José Delgado por su labor en ayuda de los sectores vulnerables y al no estar involucrados en escándalos de enriquecimientos ilícitos, a lo que Delgado agradeció la propuesta de la agrupación.
En septiembre de 2018 se viralizó en todas las redes sociales a nivel nacional, la frase Harta Demencia, dicha por joven con problemas de adicción llamado Eliseo Duarte, mientras era entrevistado por José Delgado, además de manifestar en la entrevista que deseaba ser miembro del GIR, Grupo de Inteligencia y Rescate, para combatir el narcotráfico ya que no le aceptaban 5 centavos menos. La entrevista fue realizada en 2017 para el canal de YouTube de Delgado, pero fue en 2018 cuando el video se hizo viral, y la frase fue aprovechada la publicidad de diversas marcas, además de ser parodiada la entrevista denominada en redes sociales como el Demencia Challenge, con personajes de la farándula como Álex Vizuete, David Reinoso y Carolina Jaume. Sin embargo el joven 22 años, protagonista de la frase, para el momento en el que ya era viral, se encontraba en un proceso de rehabilitación contra las drogas durante seis meses.

### Reconocimientos

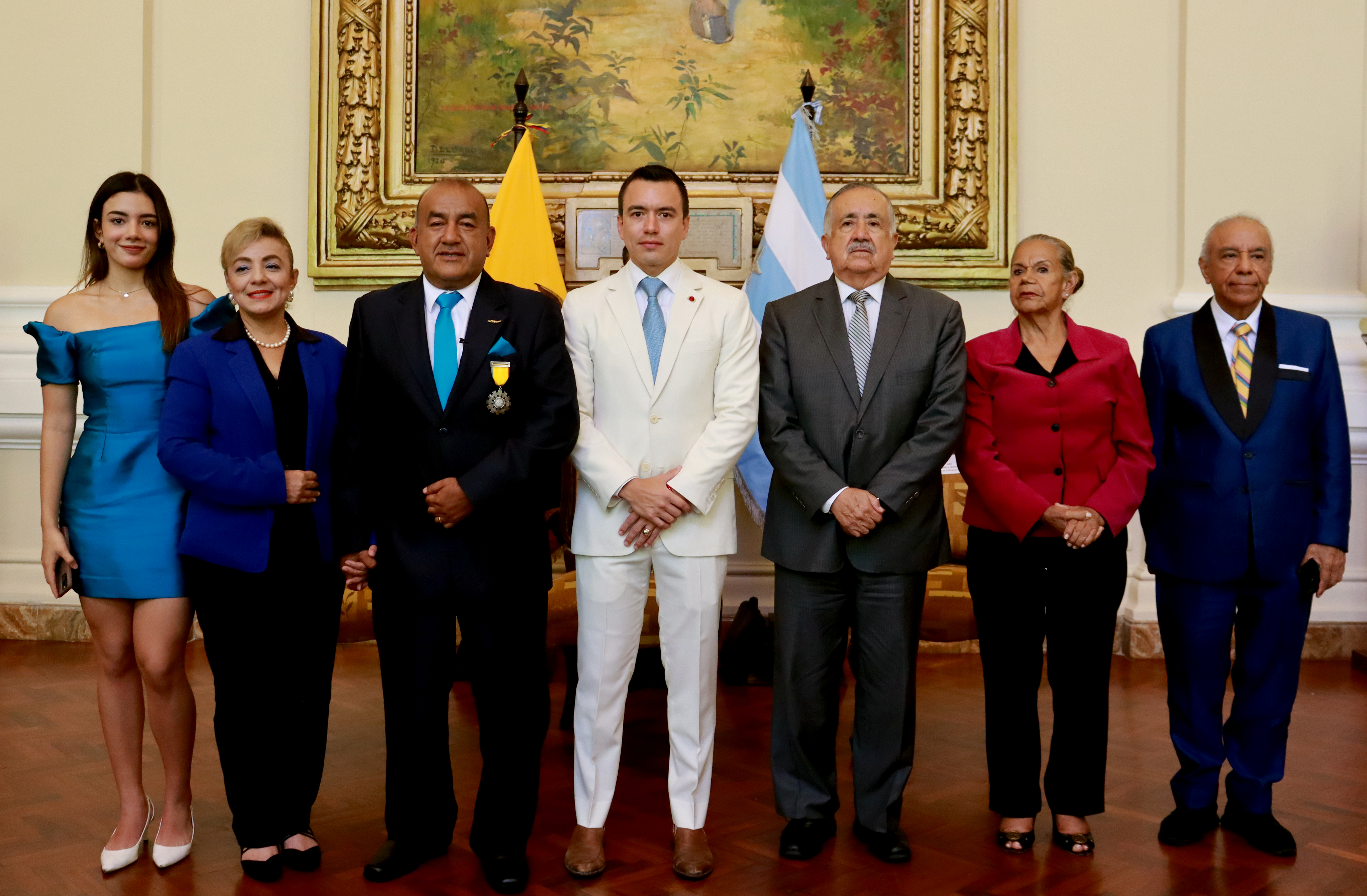
Durante la condecoración del periodista en 2024, de izquierda a derecha, Débora Delgado (hija), Patricia García (esposa), José Delgado, Presidente Daniel Noboa, Gobernado Alberto Molina Flores, Yolanda Nievecela (madre) y un familiar más.

El 19 de febrero de 2024, José Delgado fue condecorado por sus más de 30 años en el periodismo al servicio de la comunicación social, con la Orden Nacional al Mérito en el Grado de Caballero, por parte del Presidente del Ecuador, Daniel Noboa, en un acto solemne en la Gobernación del Guayas, en donde asistieron su esposa, Patricia Garcia; su hija, Débora Delgado; su madre, Yolanda Nievecela; la Ministra del Interior, Mónica Palencia; el Ministro del Deporte, Andrés Guschmer; y la secretaria jurídica de la Presidencia, Mishel Mancheno.